# Chiesa di Sant'Angela Merici (Milano)

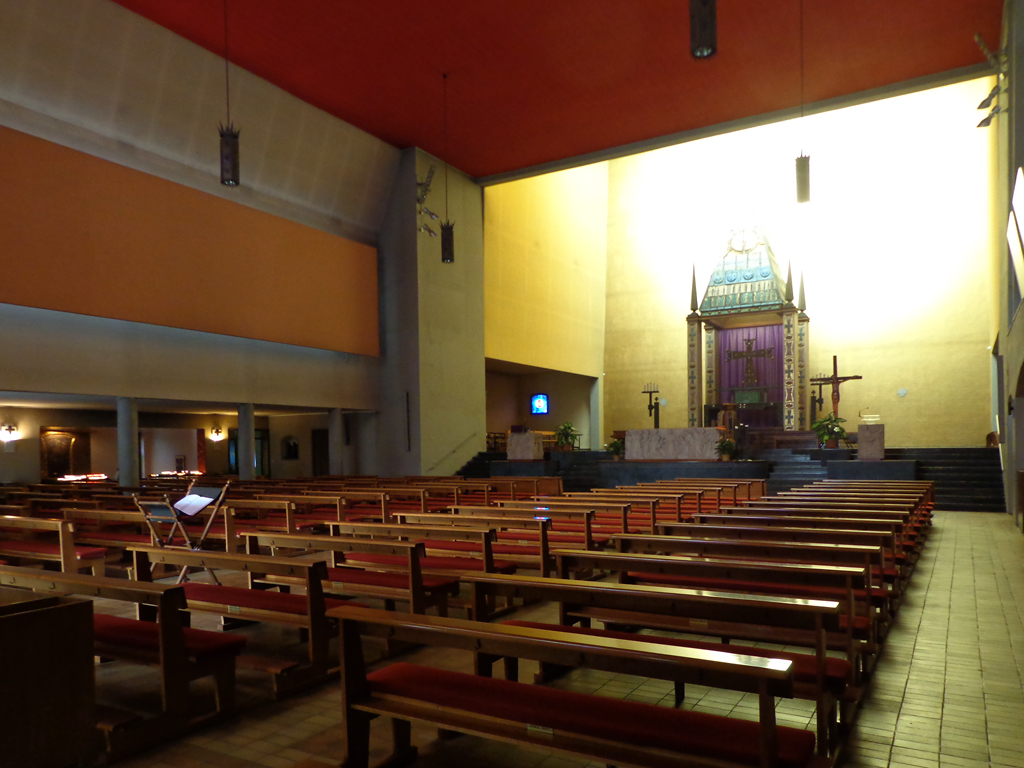
L’interno

La chiesa di Sant'Angela Merici è una chiesa parrocchiale di Milano, posta nella zona nord della città, ai margini del Villaggio dei Giornalisti.

## Storia

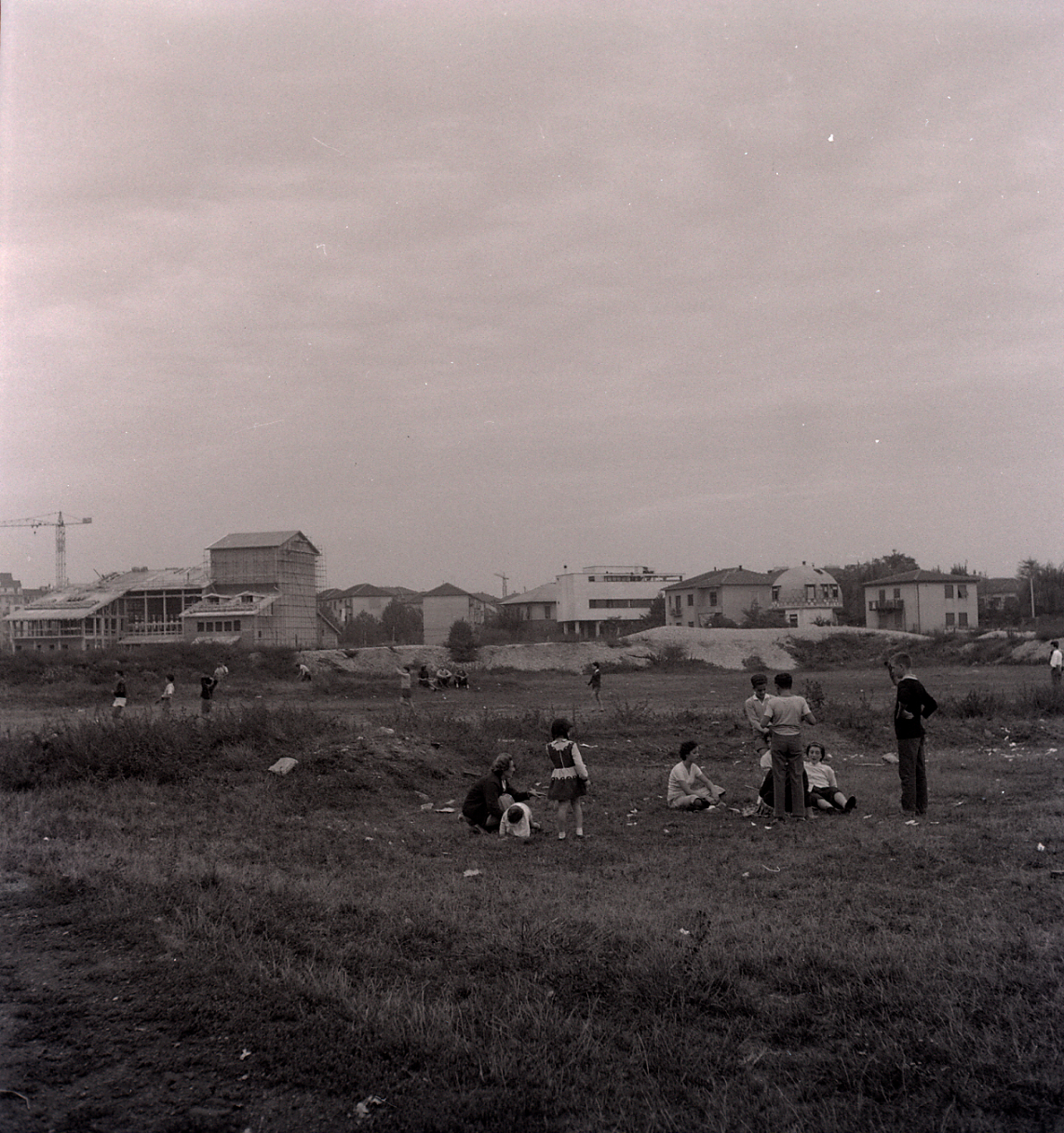
La chiesa in costruzione in una foto di Paolo Monti

Nel secondo dopoguerra, la progressiva espansione demografica ed edilizia del Villaggio dei Giornalisti e dei quartieri circostanti rese necessaria la costruzione di una nuova chiesa, per servire le necessità spirituali della zona.
Il nuovo edificio ecclesiale, dedicato a Sant’Angela Merici, fu progettato dall'architetto Mario Bacciocchi e costruito dal 1958 al 1960. Contemporaneamente, con decreto del 28 giugno 1959 dell'arcivescovo cardinale Montini, venne eretta la nuova parrocchia, con territorio ricavato dalla parrocchia di San Paolo.

## Caratteristiche
Si tratta di una chiesa a navata unica, fiancheggiata da due spazi laterali di altezza molto ridotta, che danno accesso ai locali parrocchiali.
Il punto focale dello spazio interno è il presbiterio, sopraelevato e con illuminazione zenitale; al centro è posto un imponente baldacchino, disegnato dallo stesso Bacciocchi.
Completano la struttura, per ognuno dei lati della chiesa, due cappelline. In prossimità dell'ingresso, sul lato sinistro, è collocato un battistero. Sullo stesso lato dopo le due cappelline, in prossimità del presbiterio, si apre l'ingresso alla cappella della Trasfigurazione utilizzata per le celebrazioni feriali e l'adorazione eucaristica, mentre sul lato destro della navata si affaccia, sopra le due cappelline, il lungo matroneo. 
La facciata esterna, rivestita in klinker, riunisce la chiesa e l'edificio parrocchiale adiacente.